# Tarsius pelengensis
El tarsero de Peleng (Tarsius pelengensis) o tarsero de la isla Peleng, es un primate de hábitos nocturnos que habita en la isla Peleng, Indonesia. Este tarsero puede girar la cabera 180 grados como lo hace un búho, debido a que sus ojos están fijos en sus órbitas.